# جاك تومسون (لاعب كرة قدم أسترالية أسترالي)
جاك تومسون (بالإنجليزية: Jack Thompson)‏ هو لاعب كرة قدم أسترالية أسترالي، ولد في 23 أغسطس 1927، وتوفي في 7 ديسمبر 1961 في Northcote, Victoria ‏ في أستراليا.

## وصلات خارجية
- جاك تومسون (لاعب كرة قدم أسترالية أسترالي) على موقع AustralianFootball.com (الإنجليزية)
- جاك تومسون (لاعب كرة قدم أسترالية أسترالي) على موقع AFLtables.com (الإنجليزية)